# 투 더 본
《투 더 본》(영어: To the Bone)은 2017년 공개된 미국의 드라마 영화이다. 마티 녹슨이 감독과 각본을 맡았다. 신경성 식욕부진증을 소재로 한 영화이다.
2017년 1월 22일 제33회 선댄스 영화제에서 최초 상영되었다.

## 출연
- 릴리 콜린스
- 키아누 리브스
- 캐리 프레스턴
- 릴리 테일러
- 앨릭스 샤프
- 리아나 리버라토
- 브룩 스미스
- 레슬리 비브
- 시에라 브라보
- 레타
- 얼라나 우바크
- 캐스린 프레스콧
- 호나 헤이스

## 기타 제작진
- 총괄 제작: 어니타 고, 매슈 J. 말렉
- 미술: 마이아 시걸
- 의상: 마리아 토투